# Emuoha
Emuoha est une zone de gouvernement local de l'État de Rivers au Nigeria,.